# Tall an-Nahr
Tall an-Nahr (arab. تل النهر) – miejscowość w Syrii, w muhafazie Hama. W 2004 roku liczyła 1507 mieszkańców.